# Cohors I Baetasiorum

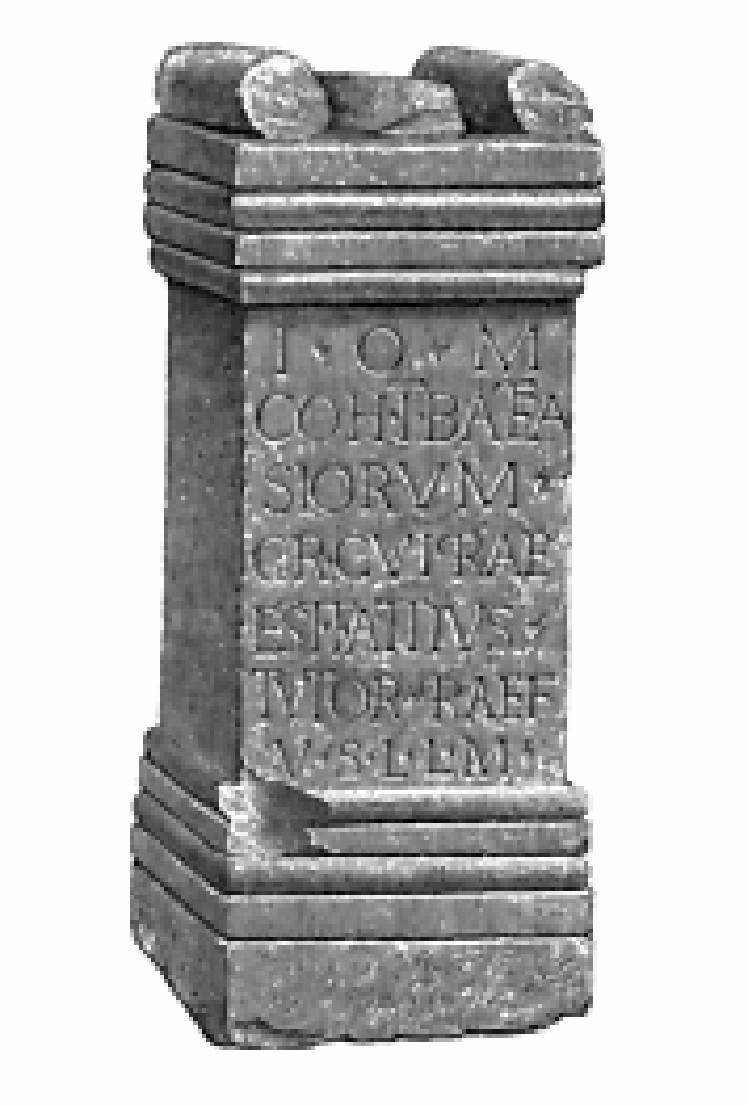
Der Altar des Titus Attius Tutor

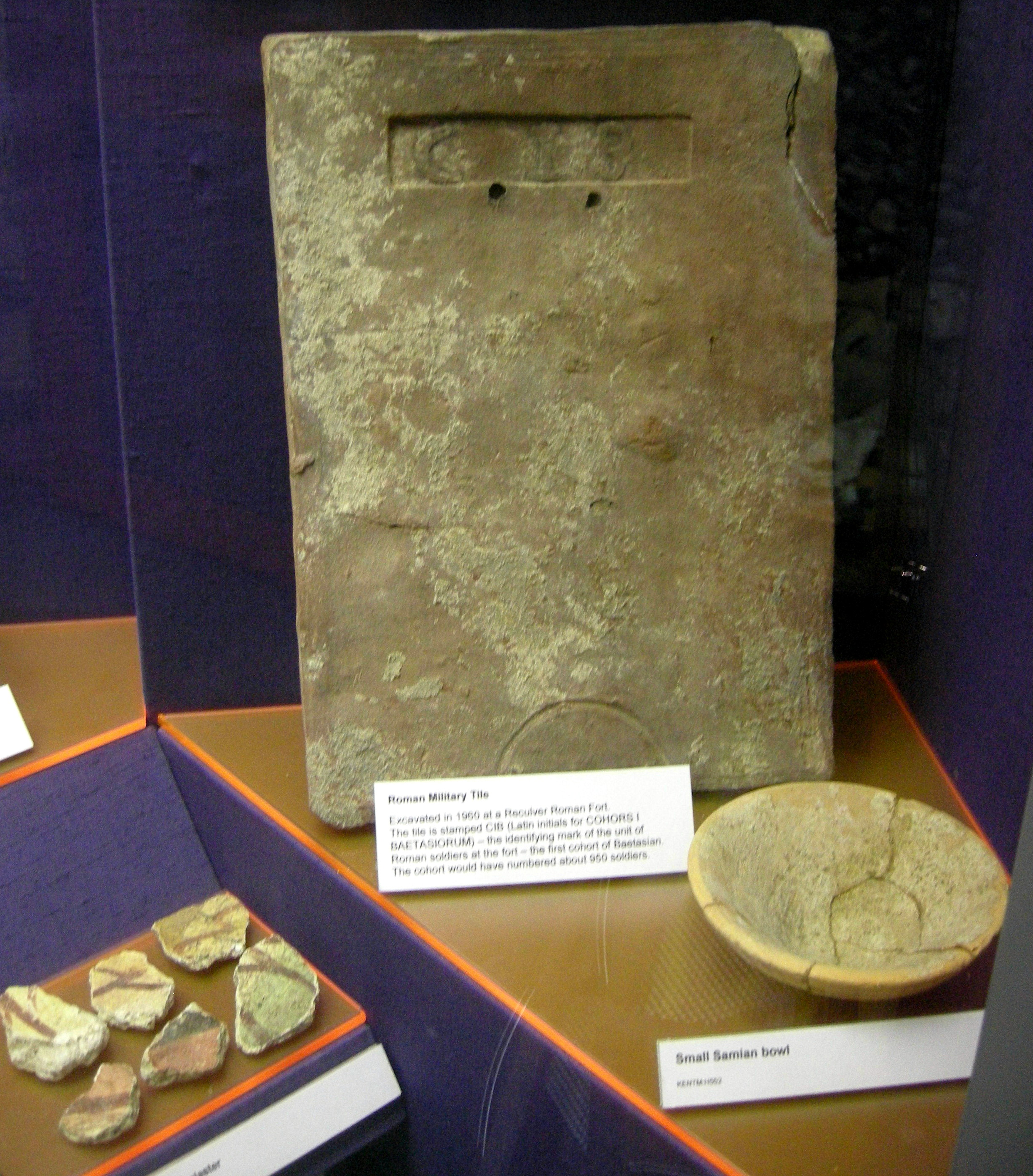
Ziegel mit dem Stempel der Einheit

Die Cohors I Baetasiorum [civium Romanorum] [ob virtutem et fidem appellata] (deutsch 1. Kohorte der Baetaser [der römischen Bürger] [für Tapferkeit und Treue ausgezeichnet]) war eine römische Auxiliareinheit. Sie ist durch Militärdiplome, Inschriften, Ziegelstempel und die Notitia dignitatum belegt. In der Notitia dignitatum wird sie als Cohors prima Baetasiorum bezeichnet.

## Namensbestandteile
- Cohors: Die Kohorte war eine Infanterieeinheit der Auxiliartruppen in der römischen Armee.

- I: Die römische Zahl steht für die Ordnungszahl die erste (lateinisch prima). Daher wird der Name dieser Militäreinheit als Cohors prima .. ausgesprochen.

- Baetasiorum: der Baetaser. Die Soldaten der Kohorte wurden bei Aufstellung der Einheit aus dem Volksstamm der Baetaser rekrutiert.

- civium Romanorum: der römischen Bürger. Den Soldaten der Einheit war das römische Bürgerrecht zu einem bestimmten Zeitpunkt verliehen worden. Für Soldaten, die nach diesem Zeitpunkt in die Einheit aufgenommen wurden, galt dies aber nicht. Sie erhielten das römische Bürgerrecht erst mit ihrem ehrenvollen Abschied (Honesta missio) nach 25 Dienstjahren. Der Zusatz kommt in mehreren Inschriften[1] vor.

- ob virtutem et fidem (appellata):[A 1] für Tapferkeit und Treue (ausgezeichnet). Der Zusatz kommt in einer Inschrift[2] vor.

Da es keine Hinweise auf die Namenszusätze milliaria (1000 Mann) und equitata (teilberitten) gibt, ist davon auszugehen, dass es sich um eine Cohors quingenaria peditata, eine reine Infanterie-Kohorte, handelt. Die Sollstärke der Einheit lag bei 480 Mann, bestehend aus 6 Centurien mit jeweils 80 Mann.

## Geschichte
Die Kohorte war in der Provinz Britannia stationiert. Sie ist auf Militärdiplomen für die Jahre 103 bis 152/153 n. Chr. aufgeführt.
Die Einheit wurde möglicherweise nach der Niederschlagung des Bataveraufstands zusammen mit anderen Hilfstruppeneinheiten aufgestellt und kam vermutlich mit Quintus Petillius Cerialis nach Britannien. Der erste Nachweis in Britannien beruht auf einem Diplom, das auf 103 datiert ist. In dem Diplom wird die Kohorte als Teil der Truppen (siehe Römische Streitkräfte in Britannia) aufgeführt, die in der Provinz stationiert waren. Weitere Diplome, die auf 122 bis 152/153 datiert sind, belegen die Einheit in derselben Provinz.
Das römische Bürgerrecht wurde den Soldaten der Einheit wahrscheinlich in der frühen Regierungszeit von Antoninus Pius (138–161) verliehen, als die Grenze in Britannien durch Quintus Lollius Urbicus nach Norden an den Antoninuswall verlegt wurde.
Aus dem Diplom von 152/153 geht hervor, dass die Kohorte zusammen mit der Cohors I Batavorum (bzw. wahrscheinlicher Vexillationen aus den beiden Einheiten) von Britannien vorübergehend in die Provinz Mauretania Tingitana verlegt worden war, um an der Niederschlagung eines Aufstandes teilzunehmen.
Letztmals erwähnt wird die Einheit in der Notitia dignitatum mit der Bezeichnung Cohors prima Baetasiorum für den Standort Regulbio. Sie war unter der Leitung eines Tribuns Teil der Truppen, die dem Oberkommando des Comes litoris Saxonici per Britanniam unterstanden.

## Standorte
Standorte der Kohorte in Britannia waren möglicherweise:
| - Alauna (Maryport): mehrere Inschriften wurden hier gefunden. - Bar Hill: zwei Inschriften wurden hier gefunden. - Old Kilpatrick: eine Inschrift wurde hier gefunden. | - Regulbium: Ziegel mit dem Stempel der Einheit wurden hier gefunden. Darüber hinaus wird die Einheit in der Notitia dignitatum für diesen Standort aufgeführt. |

## Angehörige der Kohorte
Folgende Angehörige der Kohorte sind bekannt.
| - Iulius Candidus, ein Centurio der Legio I Italica - Lucius Tanicius Verus, ein Präfekt - Publicius Maternus, ein Präfekt | - Titus Attius Tutor, ein Präfekt - Ulpius Titianus, ein Präfekt |